# 城堡主楼

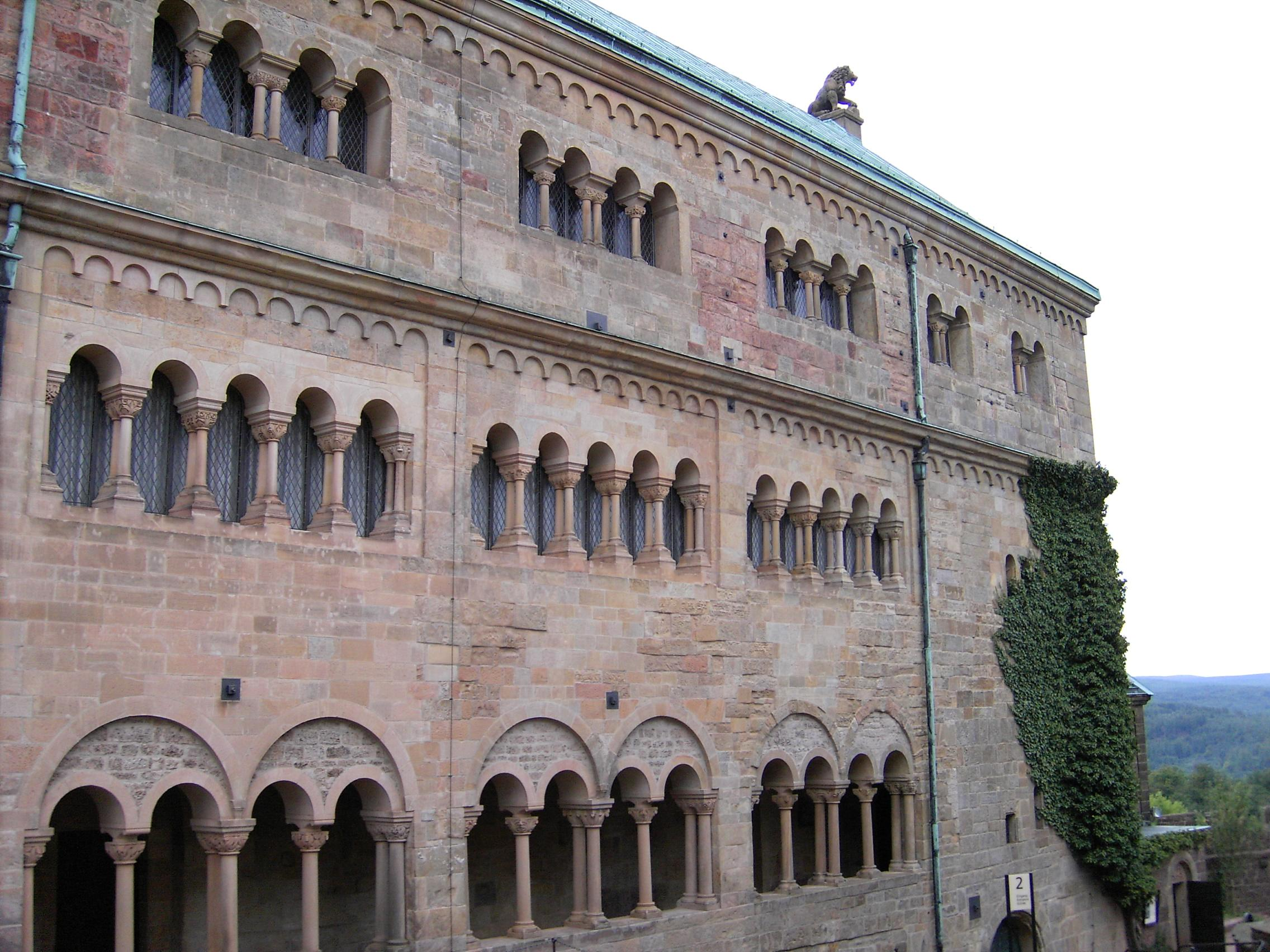
瓦尔特堡的主楼，庭院一侧

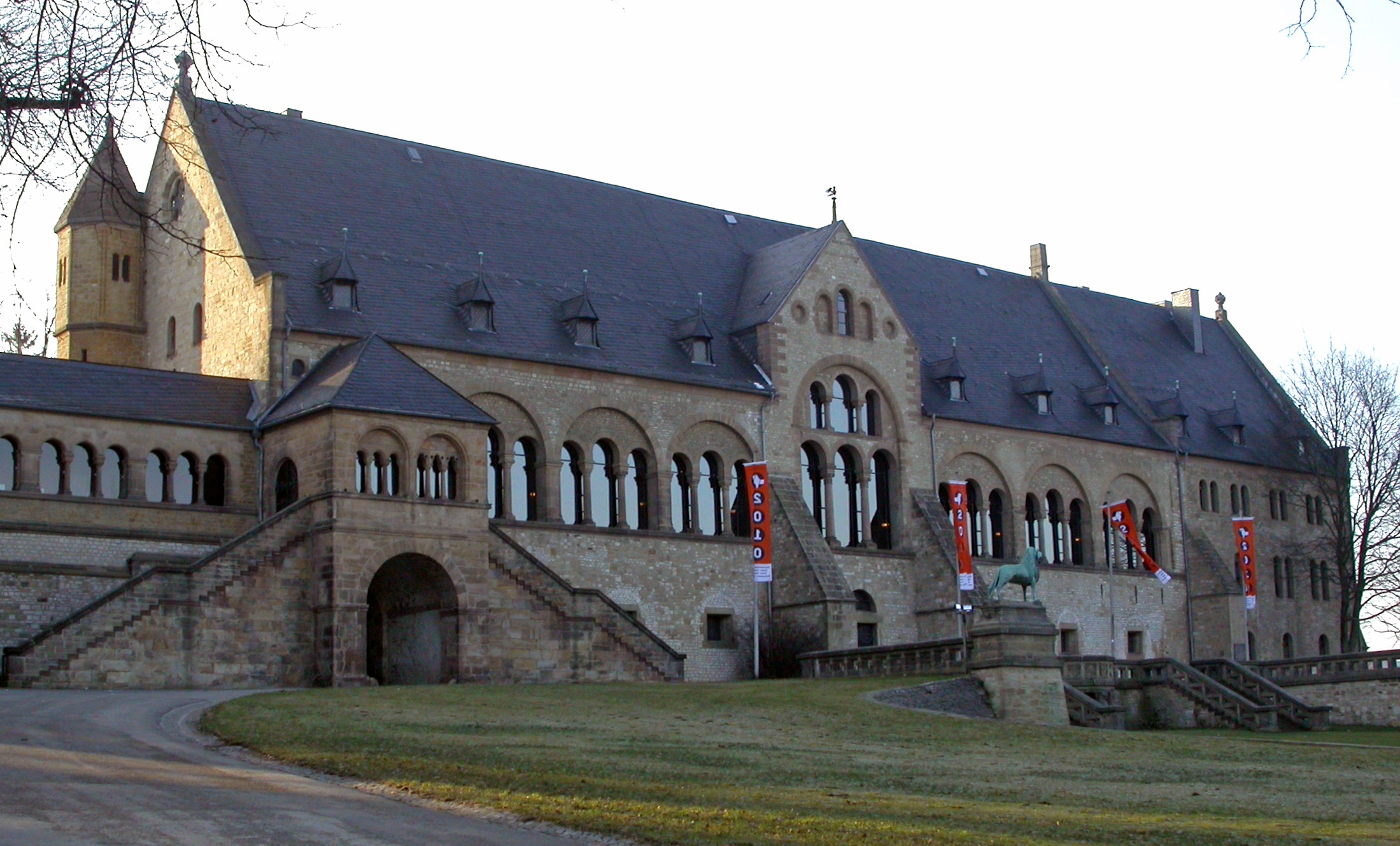
戈斯拉尔皇帝行宫的主楼

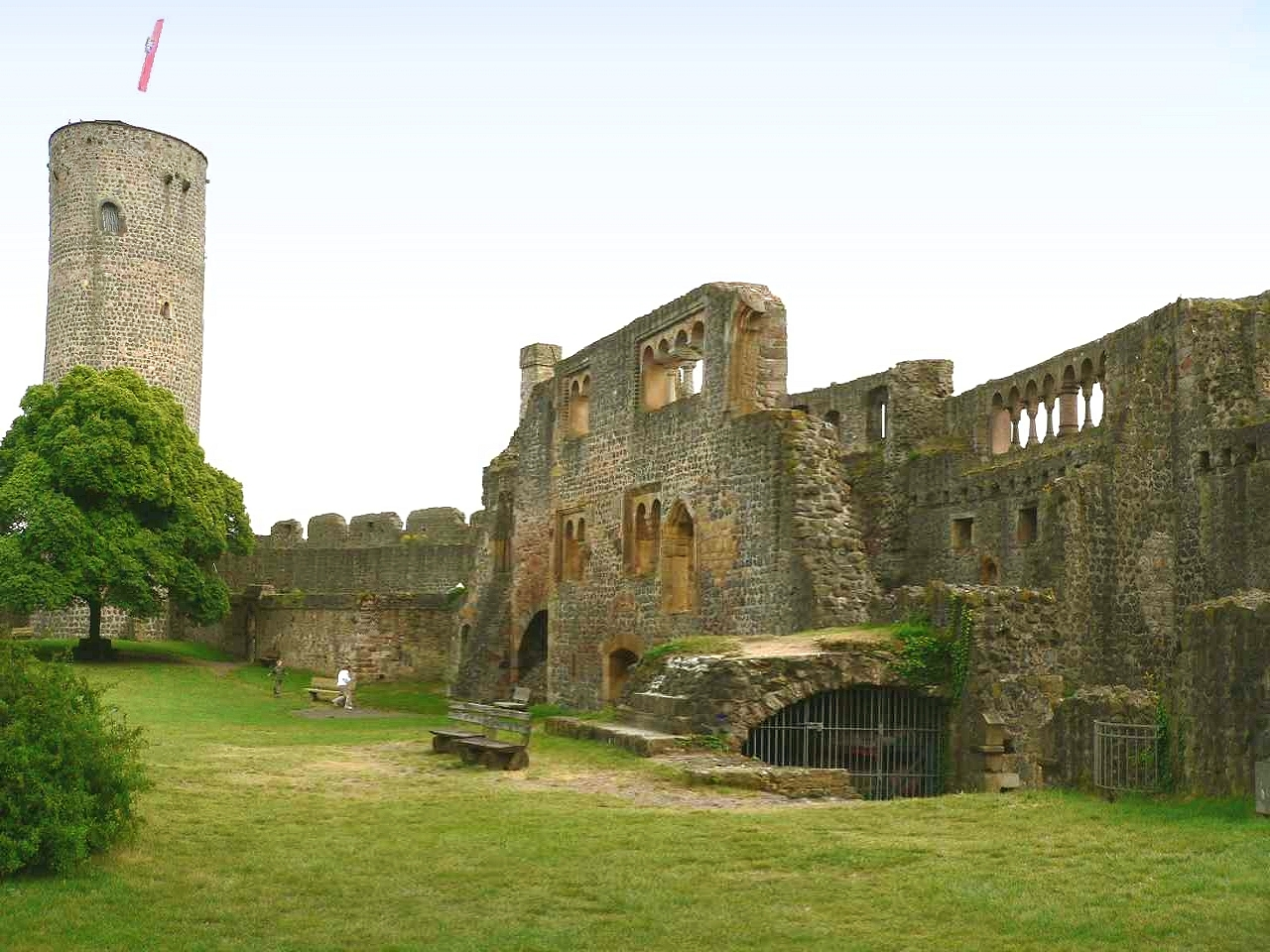
明岑贝格堡的主楼

城堡主楼 （德語：Palas，德語：[ˈpaːlas])德语中特指中世纪城堡或皇帝行宫建筑群中的主建筑，一般最为雄伟壮观，并包含大堂。城堡主楼常见于11到13世纪流行的罗曼式建筑。迈克尔·威尔曼·汤普森认为，城堡主楼这一建筑式样仅见于德国城堡。
在19世纪的城堡研究中城堡主楼的概念被泛化，被用于指代所有包含大厅的建筑；然而从建筑学和历史学意义上，它仅仅包括罗曼式的大厅建筑。

## 设计
城堡主楼的大堂通常是石砌的，在平面图上呈长矩形。建筑常包括地窖或者地下室。主楼层(常见为两层，有时更多)遍布拱形窗，连续的拱形窗常形成拱廊。拱廊中常见大量装饰性的建筑雕塑。大堂占据整个二楼，有单独的楼梯通往。一般有一排柱子将大堂一分为二，有时也见拱形结构。如果主楼包含多个主楼层，也有可能每层都有一个大堂。大堂的取暖难以保证，所以通常只有夏季使用；冬季人们更愿意待在有暖炉的地方。城堡主楼中重要的暖房为大餐厅(Dürnitz)，通常位于一楼，在大堂楼下。城堡主楼的屋顶上通常有山墙。

## 分布
城堡主楼首见于神圣罗马帝国的皇帝行宫建筑群，其大堂被称为王庭(Aula regia)，为君主处理国政的场所：召开御前会议，司法审判，接见要员等。
自12世纪下半叶，神圣罗马帝国的高级贵族们也开始兴建罗曼式的城堡主楼。其大堂也同样发挥着重要作用，为诸侯们会客宴请的场所。

## 相关链接
- 宫
- 皇帝行宫 (神圣罗马帝国)
- 皇家城堡 (赖希斯堡)